# Miguel Ángel Martínez Méndez
Miguel Ángel Martínez Méndez (* 5. Mai 1959 in Yupiltepeque, Departamento Jutiapa) ist ein guatemaltekischer römisch-katholischer Geistlicher und Apostolischer Vikar von Izabal.

## Leben
Miguel Ángel Martínez Méndez studierte Philosophie und Katholische Theologie am nationalen Priesterseminar La Asunción in Guatemala-Stadt. Am 18. Januar 1986 empfing er das Sakrament der Priesterweihe für das Bistum Jalapa.
Martínez Méndez war zunächst als Pfarrer der Pfarreien San Raymundo de Peñafort in San Carlos Alzatate (1986–1992) und San José in El Adelanto (1992–1995) tätig. Anschließend wurde Miguel Ángel Martínez Méndez für weiterführende Studien nach Spanien entsandt, wo er 1997 an der Päpstlichen Universität Salamanca ein Lizenziat im Fach Kanonisches Recht erwarb. 1998 kehrte er in seine Heimat zurück und wurde Pfarrer der Pfarrei Nuestra Señora de la Expectación in La Montaña. Von 2004 bis 2009 war er Pfarrer der Pfarrei Nuestra Señora de Concepción in Monjas. 2010 wurde Martínez Méndez Pfarrer der Pfarrei Santa Catarina, Virgen y Mártir in Quesada und Generalvikar des Bistums Jalapa. Am 25. Januar 2016 wurde er in den Klerus des neu gegründeten Bistums Jutiapa inkardiniert. Von 2016 bis 2021 wirkte er als Pfarrer der Pfarrei Santa Cruz in Jutiapa. Ab 2022 war er Pfarrer der Kathedrale San Cristóbal in Jutiapa.
Am 23. Dezember 2022 ernannte ihn Papst Franziskus zum Apostolischen Vikar von Izabal. Der Bischof von Jutiapa, Antonio Calderón Cruz, spendete ihm am 18. März 2023 im Estadio de Quirigua die Bischofsweihe; Mitkonsekratoren waren der emeritierte Bischof von Jalapa, Julio Edgar Cabrera Ovalle, und der Erzbischof von Santiago de Guatemala, Gonzalo de Villa y Vásquez SJ. Sein Wahlspruch A donde yo te envíe irás („Wohin ich dich schicke, wirst du gehen“) stammt aus Jer 1,7 .